# Diplazium roraimense
Diplazium roraimense är en majbräkenväxtart som beskrevs av Georges Cremers och K. U. Kramer. 
Diplazium roraimense ingår i släktet Diplazium och familjen Athyriaceae. Inga underarter finns listade i Catalogue of Life.